# Kẹo cam thảo
Kẹo cam thảo (liquorice hay licorice) là một loại kẹo ngọt có vị chiết xuất từ rễ cây cam thảo. Thành phần chính của kẹo gồm có cam thảo, đường, tinh bột hoặc bột mì, chất làm dày gum arabic, gelatin, chất kết dính. Ngoài ra, kẹo chứa một số phụ gia khác để tăng mùi vị, sáp ong làm bóng, amoni chloride và rỉ đường.
Trên thế giới, kẹo cam thảo được sản xuất dưới nhiều kiểu dáng và thành phần khác nhau. Ở Bắc Mỹ, bên cạnh kẹo đen cuộn tròn dạng viên cơ bản, còn có "kẹo đỏ" dạng ống xoắn dài không chứa cam thảo. Hà Lan, Đức và các nước Bắc Âu có loại kẹo mặn chứa nhiều amoni chloride hơn thay vì natri chloride. Amoni chloride trong kẹo cơ bản chiếm khoảng 2% thành phần, trong khi kẹo mặn có thể lên tới 8%. Một số loại kẹo khác có vị dầu tiểu hồi cần thay vì cam thảo vì cả hai có hương vị tương đồng.

## Lịch sử
Tại Anh năm 1614, Sir George Savile là người đã phát minh ra phiên bản đầu tiên của kẹo cam thảo, lúc đó còn gọi là kẹo Pontefract, khi ông in hình lâu đài Pontefract (Tây Yorkshire) lên những viên kẹo. Tới năm 1760, công ty Dunhill phát triển thêm khi bổ sung thành phần đường vào kẹo này.

## Chế biến
Các thành phần được hoà tan trong nước và làm nóng ở nhiệt độ 135 °C (275 °F). Để tạo hình dạng mong muốn, hỗn hợp sẽ được đổ vào khuôn có sẵn phủ đầy tinh bột. Sau khi nguội, kẹo sẽ được xịt một lớp sáp ong để tạo độ bóng.